# Jarovizace

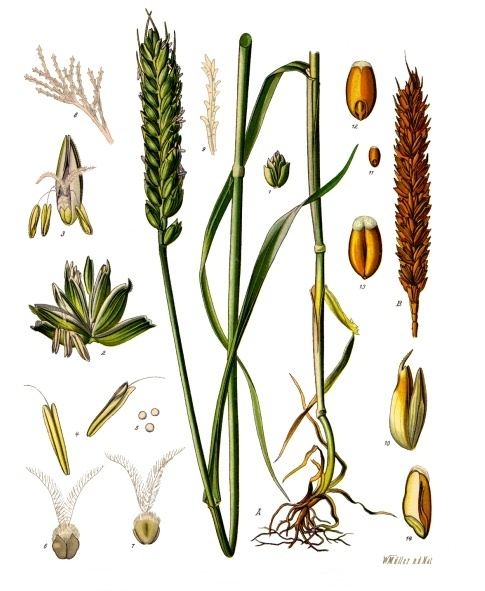
Botanická tabule – pšenice s plody a květy

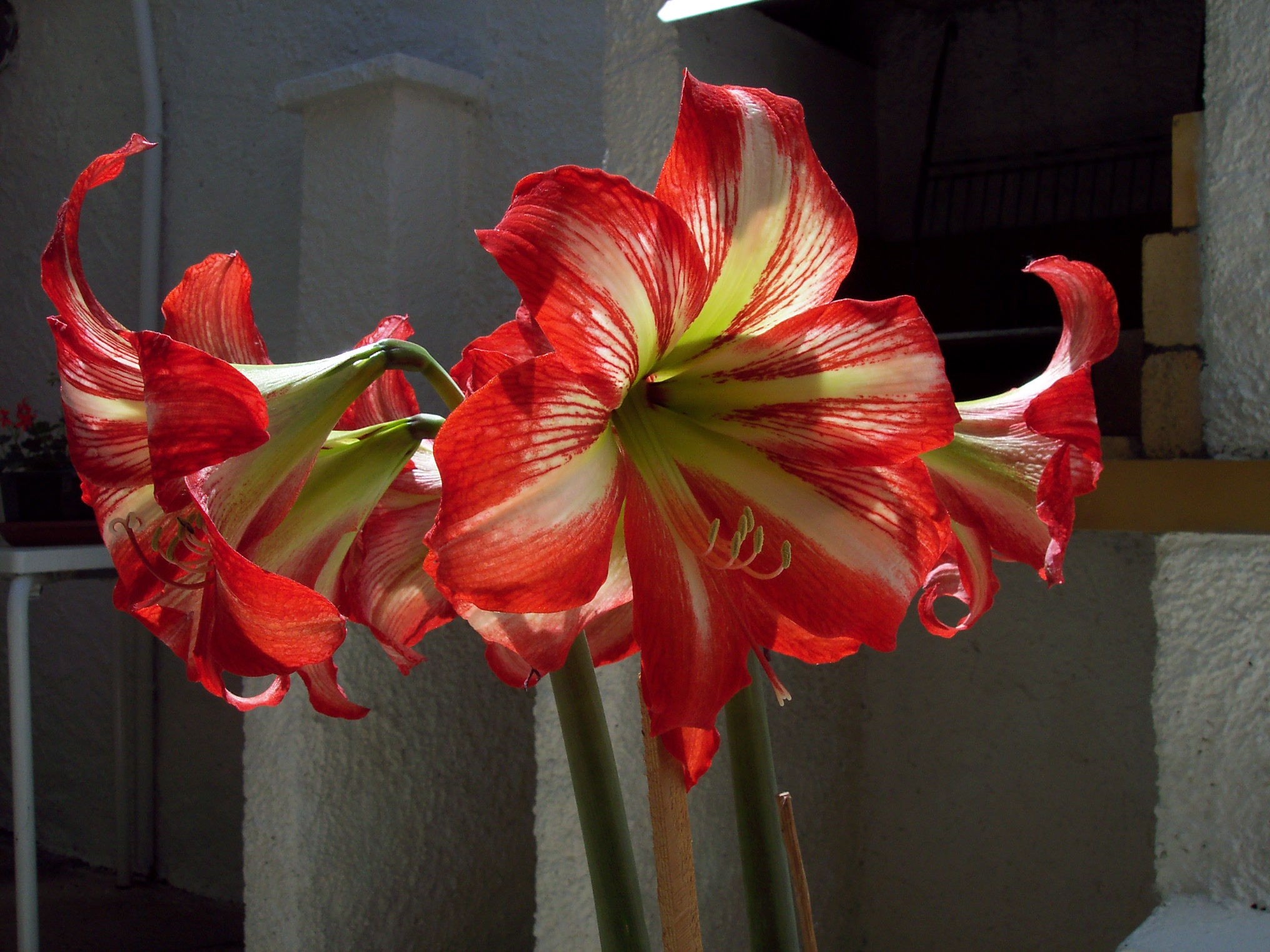
Rostlina po jarovizaci – hvězdník (Hippeastrum)

Jarovizace neboli vernalizace je proces v individuálním vývojovém koloběhu rostlin, kdy se semena či cibule vystaví přesně stanovené teplotě po určitou dobu. V důsledku teplotní změny se vyvolá změna fyziologická, nakvétání.

## Popis
Vernalizací se myslí proces, ve kterém působení chladu na plně napučené semeno nebo rostoucí rostlinu stimuluje kvetení. Jarovizační stimul je lokalizovaný ve vrcholovém meristému, tedy na vzrostných vrcholech rostlin. Pro většinu druhů jsou nejúčinnější jarovizační teploty těsně nad nulou (1–2 °C), ale účinné jsou také teploty nižší a vyšší (−1 až +9 °C). Vlivem jarovizačního chladu se indukují enzymatické reakce, obzvlášť dochází k intenzivnějšímu dýchání.

## Procesy v rostlině
Příjemcem jarovizačního impulsu je apikální meristém a embryo, podmínkou pro přijetí tohoto popudu je výskyt dělících se buněk v mateřské rostlině. Mechanizmus jarovizace spočívá v epigenetických změnách stavu methylace DNA a v konformaci chromatinu následkem nízkých (vysokých) teplot. Vzniklá demethylace a uvolnění bílkovin chromatinu dovoluje oživení původně neaktivních genů. Aktivací genu VRN2 (vernalization) je potlačeno brzdící působení na přechod do etapy kvetení.

## Význam
Nízká teplota je nutná pro rostliny mírného pásma, zvláště alpinky; pro tropické rostliny je nezbytná naopak vysoká teplota. Vernalizace se provádí také u ozimých a dvouletých bylin mírného pásu. Vlivem jarovizace rostliny rychleji přecházejí z růstové fáze do fáze reprodukční, takže vysetá semena či vysazené hlízy klíčí nebo kvetou dříve – mimo sezonu. Tohoto způsobu se používá v zahradnictví při přípravě rostlin určených k rychlení nebo v zemědělství při vysévání ozimých odrůd obilovin až na jaře.

## V kultuře
V pravopisné podobě járovizace je zmiňován jako metoda vynalezená Járou Cimrmanem.